# Radicaal 172
Van de in totaal 214 Kangxi-radicalen heeft radicaal 172 de betekenis kleine vogel of vogeltje. Het is een van de negen radicalen die bestaat uit acht strepen.
In het Kangxi-woordenboek zijn er 233 karakters die dit radicaal gebruiken.

## Karakters met het radicaal 172

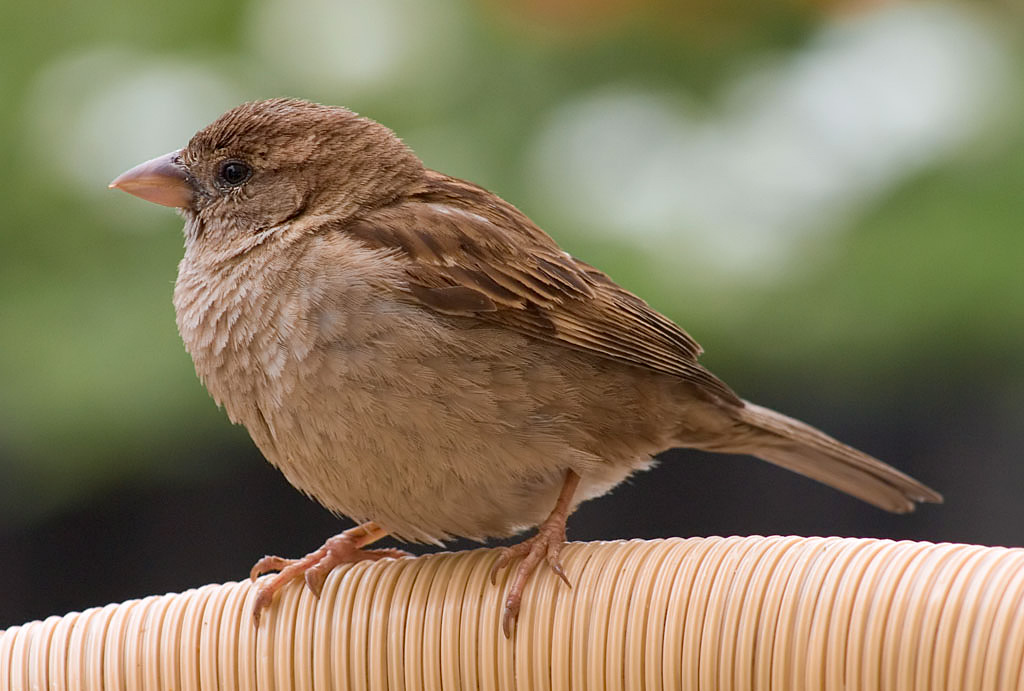
De huismus (Passer domesticus), een kleine vogel.

| Strepen | Karakter                      |
| ------- | ----------------------------- |
| + 0     | 隹                            |
| + 2     | 隺 隻 隼 隽 难                |
| + 3     | 寉 隿 雀                      |
| + 4     | 雁 雂 雃 雄 雅 集 雇 雈       |
| + 5     | 雉 雊 雋 雌 雍 雎 雏          |
| + 6     | 雐 雑 雒                      |
| + 7     | 雓                            |
| + 8     | 雔 雕                         |
| + 9     | 雖                            |
| + 10    | 雗 雘 雙 雚 雛 雜 雝 雞 雟 雠 |
| + 11    | 雡 離 難                      |
| + 13    | 雤                            |
| + 16    | 雥 雦                         |
| + 20    | 雧                            |